# Cayolar
Cayolar (ou coyalar) est un terme employé en Basse-Navarre, en Soule, mais aussi en Haut-Béarn. Il désigne initialement un abri de berger en pierre, assez sommaire.

## Définition

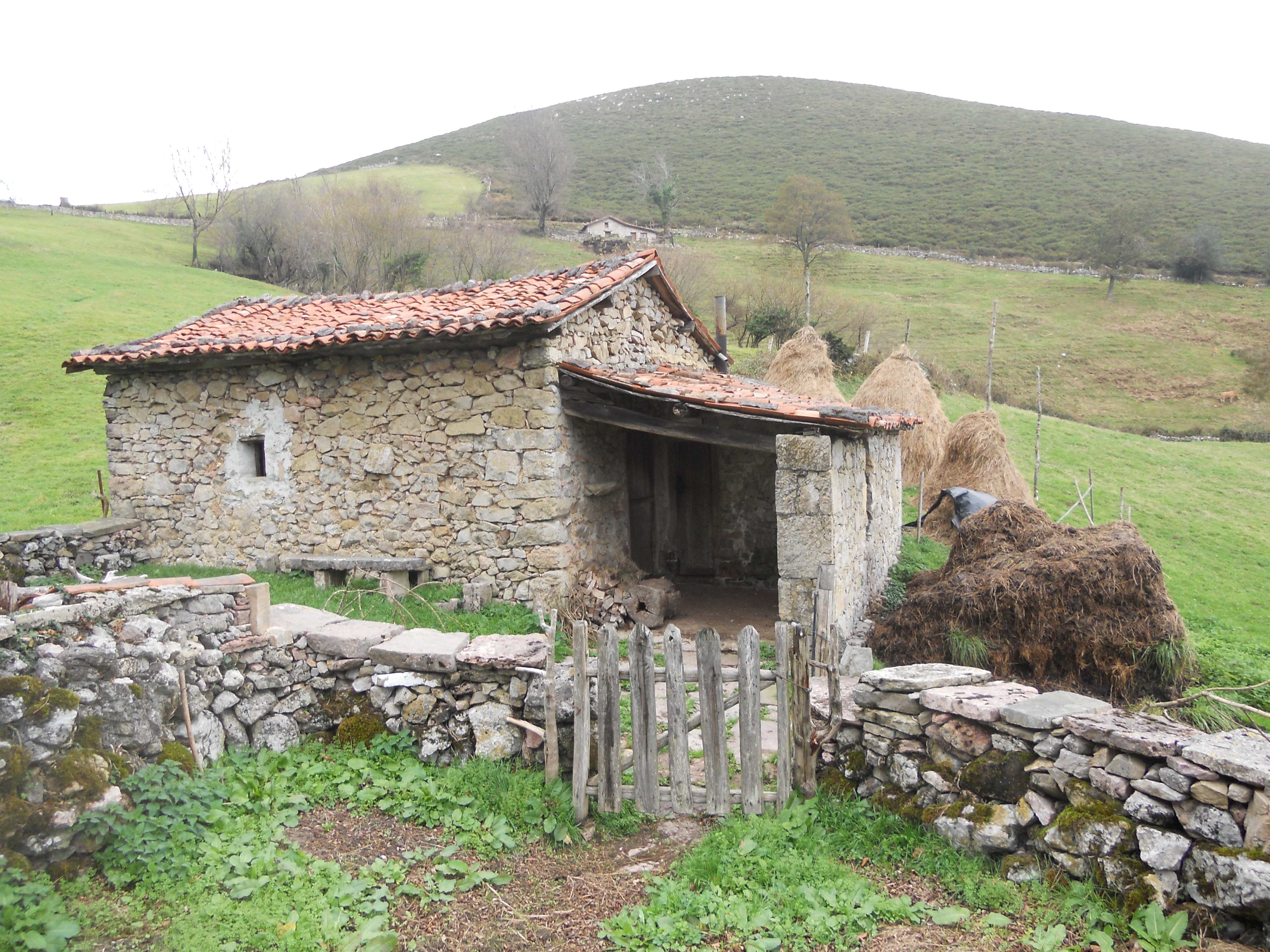
Une cabane de berger à Les Praeres, près de Nava, dans les Asturies.

Le mot s'emploie pour la cabane du berger, en montagne, ainsi que le parc à brebis, pour le gîte du troupeau, et le terrain de pâturage autour pour le nourrir, qui peut être étendu.

## Revendications
Les propriétaires de cayolar (cabane) revendiquaient le droit d'usage, voire de propriété, sur le terrain de pacage du troupeau.
La détermination de la frontière franco-espagnole s'est confrontée aux coutumes ancestrales concernant les droits réciproques entre villages.